# Skjoldemose (Stenstrup Sogn)
 For alternative betydninger, se Skjoldemose. (Se også artikler, som begynder med Skjoldemose)
Skjoldemose er en gammel sædegård, den nævnes første gang i 1475. Gården ligger i Stenstrup Sogn, Sunds Herred, Egebjerg Kommune (nu Svendborg Kommune). Hovedbygningen er opført i 1662 og ombygget i 1916.
Skjoldemose Gods er på 251 hektar med Hvidkilde Bondegård

## Ejere af Skjoldemose
- (før 1475) Mette Pedersdatter Present gift Hardenberg
- (1475-1500) Erik Eilersen Hardenberg
- (1500-1545) Corfitz Eriksen Hardenberg
- (1545-1550) Corfitz Eriksen Hardenbergs dødsbo
- (1550-1567) Knud Corfitzen Hardenberg
- (1567-1585) Mette Jørgensdatter Urne gift Hardenberg
- (1585-1587) Mette Knudsdatter Hardenberg gift Friis
- (1587-1616) Christian Friis
- (1616-1617) Mette Knudsdatter Hardenberg gift Friis
- (1617) Mette Pallesdatter Grubbe gift Rosenkrantz
- (1617-1630) Axel Rosenkrantz
- (1630-1645) Holger Rosenkrantz "den rige"
- (1645) Anne (Holgersdatter) Rosenkrantz gift Krag
- (1645-1666) Otte Nielsen Krag
- (1666-1713) Niels Ottesen Krag
- (1713-1719) Sophie Nielsdatter Juel gift Krag
- (1719-1725) Niels Nielsen Krag
- (1725-1730) Sophie Justsdatter Juel gift Krag
- (1730-1753) Frederik Christian Nielsen Krag
- (1753-1785) Sophie Justsdatter Juel gift Krag
- (1785-1797) Balthasar Gebhard von Obelitz
- (1797-1851) Christian Frederik Hansen Berg
- (1851-1854) Christian Frederik Hansen Bergs dødsbo
- (1854-1858) Albrecht Christoffer lensgreve Schaffalitzky de Muckadell
- (1858-1901) Carl Henrik Ditlev Wilhelm baron Schaffalitzky de Muckadell
- (1901-1905) Erik lensgreve Schaffalitzky de Muckadell
- (1905) Erik lensgreve Schaffalitzky de Muckadells dødsbo
- (1905-1949) Justus Sigismund Ulrich
- (1949-1973) Niels Brock Ulrich
- (1973-2001) Christian Niels Brock Ulrich
- (2001-) Lars Niels Brock Ulrich

55°6′9″N 10°28′34″Ø / 55.10250°N 10.47611°Ø